# Aire d'attraction de Bâle - Saint-Louis (partie française)
L'Aire d'attraction de Bâle - Saint-Louis (partie française) est un zonage d'étude défini par l'Insee pour caractériser l’influence de la commune de Bâle sur les communes françaises environnantes.

## Définition
L'aire d'attraction d'une ville est composée d’un pôle, défini à partir de critères de population et d’emploi ainsi que d’une couronne constituée des communes dont au moins 15 % des actifs travaillent dans le pôle. Le pôle d’attraction constitue ainsi un point de convergence des déplacements domicile-travail,.

## Géographie
L’aire d'attraction de Bâle - Saint-Louis (partie française) est une aire intra-départementale dans le Haut-Rhin qui comporte quatre-vingt-quatorze communes. 

## Composition communale
| Catégorie                         | Département | Communes | Communes |
| Catégorie                         | Département | Nombre   | Libellé |
| --------------------------------- | ----------- | -------- | --- |
| Autres communes du pôle principal | Haut-Rhin   | 4        | Hégenheim, Huningue, Saint-Louis, Village-Neuf. |
| Communes de la couronne           | Haut-Rhin   | 90       | Attenschwiller, Bartenheim, Bendorf, Berentzwiller, Bettendorf, Bettlach, Biederthal, Bisel, Blotzheim, Bouxwiller, Brinckheim, Buschwiller, Dietwiller, Durlinsdorf, Durmenach, Emlingen, Feldbach, Ferrette, Fislis, Folgensbourg, Franken, Geispitzen, Hagenthal-le-Bas, Hagenthal-le-Haut, Hausgauen, Heimersdorf, Heiwiller, Helfrantzkirch, Hésingue, Hirsingue, Hirtzbach, Hundsbach, Jettingen, Kappelen, Kembs, Kiffis, Knœringue, Kœstlach, Kœtzingue, Landser, Largitzen, Levoncourt, Leymen, Liebenswiller, Liebsdorf, Ligsdorf, Linsdorf, Lutter, Magstatt-le-Bas, Magstatt-le-Haut, Michelbach-le-Bas, Michelbach-le-Haut, Mœrnach, Mooslargue, Muespach, Muespach-le-Haut, Neuwiller, Niffer, Illtal, Oberlarg, Obermorschwiller, Oltingue, Petit-Landau, Raedersdorf, Ranspach-le-Bas, Ranspach-le-Haut, Rantzwiller, Riespach, Roppentzwiller, Rosenau, Ruederbach, Schlierbach, Schwoben, Sierentz, Sondersdorf, Steinsoultz, Stetten, Tagsdorf, Uffheim, Vieux-Ferrette, Wahlbach, Waldighofen, Waltenheim, Wentzwiller, Werentzhouse, Willer, Winkel, Wittersdorf, Wolschwiller, Zaessingue. |

## Démographie
Cette aire est catégorisée dans les aires de 50 000 à moins de 200 000 habitants, une catégorie qui regroupe 18,4 % de la population au niveau national,.